# غواصة نرويجية من الفئة إيه
كانت الغواصات من الفئة إيه عبارة عن فئة من ثلاث سفن ذات تصميم ألماني تم بناؤها بواسطة حوض بناء السفن فريدرش كروب في مدينة كيل بألمانيا من عام 1913 إلى عام 1914 ونشرتها القوة البحرية الملكية النرويجية.
اشترت الحكومة النرويجية أربع غواصات اكتملت تقريبًا في عام 1913 واستلمت ثلاث منها قبل الحرب العالمية الأولى. الرابعة، إيه-5، استولت عليها السلطات الألمانية عند اندلاع الحرب، وتم تكليفها باسم يو إيه. تم استخدامه لحماية السواحل ومنذ عام 1916 كسفينة تدريب في بحر البلطيق.

## مصائر
فقدت جميع الغواصات الثلاث من الفئة إيه في الأسبوع الأول الذي أعقب الغزو الألماني للنرويج، إحداهما في القتال والآخران تم إغراقهما.

## الحواشي
1. ↑  E.Gröner, Deutsche Kriegsschiffe, vol. III, p. 48

## الأدب
- Abelsen, Frank (1986). Norwegian naval ships 1939–1945 (بالنرويجية والإنجليزية). Oslo: Sem & Stenersen AS. ISBN:82-7046-050-8.